# Marty Riessen
Marty Riessen (Hinsdale, Illinois, 4 december 1941) is een voormalig tennisspeler uit de Verenigde Staten van Amerika. In de 70'er jaren van de twintigste eeuw behoorde hij tot de wereldtop.

## Enkelspel
In 1971 bereikte hij de kwartfinales in het Australisch Open en het US Open. Zijn eerste grote overwinning was op het Cincinnati Open in 1974.
| jaar | toernooi                            | tegenstander in de finale | score                   |
| 1971 | Tehran WCT, Iran                    | John Alexander            | 6–7, 6–1, 6–3, 7–6      |
| 1972 | Quebec WCT, Canada                  | Rod Laver                 | 7–5, 6–2, 7–5           |
| 1973 | Internazionali di Lombardia, Italië | Roscoe Tanner             | 7–6, 6–0, 7–6           |
| 1974 | Cincinnati, U.S.                    | Robert Lutz               | 7–6, 7–6                |
| 1975 | Philadelphia WCT, U.S.              | Vitas Gerulaitis          | 7–6, 5–7, 6–2, 6–7, 6–3 |
| 1979 | Lafayette, U.S.                     | Pat DuPré                 | 6–4, 5–7, 6–2           |

## Dubbelspel
Samen met Tom Okker won hij het US Open in 1976.
Riessen heeft 53 titels in het dubbelspel behaald, waaronder het Frans open in 1971 met Arthur Ashe en zeven ATP Masters: Paris Indoor (1976), Canada (1971 & 1970), Monte Carlo (1970), Hamburg (1968 & 1969) en Rome (1968). Hij is finalist geweest in de dubbelspelfinale op het US Open in 1978 & 1975, het Australisch Open in 1971 en op Wimbledon in 1969.

## Teams
In de jaren 1963, 1965, 1967, 1973 en 1981 speelde Riessen in het Davis Cup team.

## Resultaten grandslamtoernooien
| Legenda | Legenda                          |
| ------- | -------------------------------- |
| g.t.    | geen toernooi gehouden           |
| l.c.    | lagere categorie                 |
| –       | niet deelgenomen                 |
| G       | uitgeschakeld in de groepsfase   |
| 1R      | uitgeschakeld in de eerste ronde |
| 2R      | uitgeschakeld in de tweede ronde |
| 3R      | uitgeschakeld in de derde ronde  |
| 4R      | uitgeschakeld in de vierde ronde |
| KF      | uitgeschakeld in de kwartfinale  |
| HF      | uitgeschakeld in de halve finale |
| F       | de finale verloren               |
| W       | het toernooi gewonnen            |
| w-v     | winst/verlies-balans             |

### Enkelspel
| Toernooi        | 1958 | 1959 | 1960 | 1961 | 1962 | 1963 | 1964 | 1965 | 1966 | 1967 | 1968 | 1969 | 1970 | 1971 | 1972 | 1973 | 1974 | 1975 | 1976 | 1977 | 1977 | 1978 | 1979 | 1980 |
| --------------- | ---- | ---- | ---- | ---- | ---- | ---- | ---- | ---- | ---- | ---- | ---- | ---- | ---- | ---- | ---- | ---- | ---- | ---- | ---- | ---- | ---- | ---- | ---- | ---- |
| Australian Open | –    | –    | –    | –    | –    | –    | –    | –    | 4R   | –    | –    | 4R   | –    | KF   | –    | –    | –    | –    | –    | 4R   | –    | –    | –    | –    |
| Roland Garros   | –    | –    | –    | –    | –    | –    | –    | –    | 1R   | –    | 1R   | 2R   | –    | 4R   | –    | –    | 4R   | –    | –    | –    | –    | –    | –    | –    |
| Wimbledon       | –    | –    | –    | 2R   | –    | –    | 2R   | KF   | 3R   | 3R   | 3R   | 1R   | 4R   | 4R   | –    | –    | 2R   | 4R   | 2R   | 2R   | 2R   | 3R   | 2R   | 1R   |
| US Open         | 1R   | 1R   | 2R   | 3R   | 3R   | KF   | 3R   | 4R   | 4R   | 2R   | 2R   | 4R   | 1R   | KF   | 3R   | 2R   | 4R   | 1R   | 3R   | 2R   | 2R   | 3R   | 2R   | 1R   |

### Mannendubbelspel
| Toernooi        | 1966 | 1967 | 1968 | 1969 | 1970 | 1971 | 1972 | 1973 | 1974 | 1975 | 1976 | 1977 | 1977 | 1978 | 1979 | 1980 | 1981 | 1982 |
| --------------- | ---- | ---- | ---- | ---- | ---- | ---- | ---- | ---- | ---- | ---- | ---- | ---- | ---- | ---- | ---- | ---- | ---- | ---- |
| Australian Open | KF   | –    | –    | HF   | –    | F    | –    | –    | –    | –    | –    | KF   | –    | –    | –    | –    | –    | –    |
| Roland Garros   | –    | –    | –    | HF   | –    | W    | –    | –    | 2R   | –    | –    | –    | –    | –    | –    | –    | –    | –    |
| Wimbledon       | –    | –    | 1R   | F    | KF   | 2R   | –    | –    | 1R   | 3R   | 2R   | KF   | KF   | 3R   | 2R   | 2R   | 2R   | 1R   |
| US Open         | –    | –    | KF   | HF   | 3R   | HF   | 3R   | HF   | KF   | F    | W    | KF   | KF   | F    | HF   | HF   | 1R   | 1R   |